# 爆米花 (兒童節目)
《爆米花》是光啟文教視聽節目服務社與財團法人成長文教基金會共同製作的兒童節目，於公共電視徵用老三台的時段播出。第一季的主持人是陳筠安與鍾冶元；第二季由趙自強主演。

## 節目特色
節目是以兒童教育為主軸，以布偶與戲劇的方式呈現給三至六歲的兒童年齡層。節目分兩個種類，第一季是以「爆米花家族」為主題，成員有陳筠安飾演的「寶貝媽」與鍾冶元飾演的「寶貝爸」，還有布偶角色「寶貝」與「咪咪」。第二季是以「爆米花山谷」為主題，由趙自強飾演「米蓋仙」與其他的爆米花山谷成員所發生的故事。

## 後續
2025年2月15日起，財團法人成長文教基金會將《爆米花》大部分集數影片上傳至財團法人成長文教基金會的YouTube官方帳號，並於「BIBIBOBO親子台」網站做列表，以供觀眾回憶。

## 另見
- 同類型節目，由趙自強主演的《水果冰淇淋》

## 外部連結
- 財團法人成長文教基金會官方網站
- BIBIBOBO親子台（即成長文教基金會製作過的節目影音網站）